# نووزنسک
شهر نووزنسک (به روسی: Новоузенск) در کشور روسیه و در اوبلاست ساراتوف واقع شده‌است.